# Build a nation
Build a Nation es el noveno álbum de estudio de la banda norteamericana de hardcore punk Bad Brains. Fue lanzado el 26 de junio de 2007 bajo el sello discográfico Megaforce.
Se editó en formato CD, así como en vinilo de colores.
En su primera semana en la lista Billboard 200, entró al directamente al número 100, provocando la sorpresa de sus fanes.

## Listado de canciones
1. "Give Thanks and Praises" – 2:25
2. "Jah People Make the World Go Round" – 2:09
3. "Pure Love" – 0:56
4. "Natty Dreadlocks 'pon the Mountain Top" – 3:32
5. "Build a Nation" – 1:44
6. "Expand Your Soul" – 2:49
7. "Jah Love" – 3:07
8. "Let There Be Angels (Just Like You)" – 2:27
9. "Universal Peace" – 3:04
10. "Roll On" – 4:04
11. "Until Kingdom Comes" – 3:19
12. "In the Beginning" – 1:32
13. "Send You No Flowers" – 2:32
14. "Peace Be Unto Thee" – 3:54
15. "Married Again"

## Créditos
- H.R. - voces
- Dr. Know - guitarra
- Darryl Jenifer - bajo
- Earl Hudson - batería